# Jacques Davignon

Davignon (rechts) mit belgischen Botschaftern (1938)

Jacques-Henri-Charles-François Davignon (* 15. Februar 1887 in Brüssel; † 10. Oktober 1965 in Woluwe-Saint-Pierre/Sint-Pieters-Woluwe) war ein belgischer Diplomat.

## Leben
Nach dem Studium der Rechtswissenschaften an der Katholischen Universität Löwen, trat er 1911 in den auswärtigen Dienst und war ab dem 11. Dezember 1913 in Berlin akkreditiert. Am 26. Juli 1914 sandte ihn der belgische Botschafter in Berlin, Eugène Beyens als Kurier, mit einem Lagebericht, zu seinem Vater Julien Davignon, dem belgischen Außenminister. Am 2. August 1914 forderte die Regierung von Wilhelm II. die belgischen Regierung ultimativ auf, deutsche Truppenbewegungen durch Belgien zuzulassen und am 4. August 1914 marschierte das Heer des Deutschen Reichs in Belgien ein. In dieser Zeit kehrte Davignon an die Gesandtschaft in Berlin zurück, um am 5. August 1914 mit Beyens und den weiteren Mitgliedern der belgischen Gesandtschaft einen Passierschein (Laissez passer) zur niederländischen Grenze zu erhalten. Die belgische Regierung entsandte ihn nach London, wo Davignon am 19. August 1914 eintraf. 1915 wurde Paul Hymans sein Vorgesetzter. Davignon war von Januar bis Juli 1919 Sekretär der belgischen Delegation  bei der Pariser Friedenskonferenz 1919 und bei Konferenzen zum Thema Deutsche Reparationen nach dem Ersten Weltkrieg.
Im Vorfeld der Ruhrbesetzung ließ die französische Regierung im April 1920 die Hauptwache in Frankfurt besetzen und forderte die belgische Regierung auf, ebenfalls Truppen zu entsenden. Die britische Regierung lehnte dieses Vorgehen ab. Die belgische Regierung wollte es sich mit keinem der beiden mächtigen Verbündeten verderben. Hymans beauftragte Davignon der britischen Regierung die Beteiligung belgischer Truppen an der Okkupation zu vermitteln.
Im November wurden 1938 auf Anregung der Regierung Hitler, die Gesandtschaften des Deutschen Reichs in Brüssel und von Belgien in Berlin zu Botschaften aufgewertet. Am 4. September 1939 übergab Davignon dem Staatssekretär des Auswärtigen Amtes eine Erklärung der Neutralität Belgiens. Am 9. Oktober 1939 informierte Bert Sas zuerst den belgischen Attaché George Goethals in Berlin, dann die Regierung in Den Haag über einen Angriffstermin auf Belgien und die Niederlande. Am 10. Januar 1940 war Helmut Reinberger mit Plänen für den Fall Gelb bei Maasmechelen in der Nähe von Mechelen in Belgien mit einer Messerschmitt Bf 108 notgelandet.